# Mongkut
Mongkut, Phra Chom Klao, Rama IV (ur. 18 października 1804, zm. 18 października 1868) – król Syjamu w latach 1851–1868.

## Życiorys
Pochodził z dynastii Chakri. Był synem Ramy II i Srisuriyendry. Bratem króla Syjamu, Ramy III.
W młodości uzyskał staranne wykształcenie i był przygotowywany do objęcia tronu. W wieku 12 lat został dowódcą armii królewskiej. W wieku 14 lat wybrał jednak stan duchowny i został buddyjskim mnichem. Wstąpił do klasztoru Mahathat i w wieku 20 lat otrzymał pełne święcenia. Wiele podróżował, opanował biegle język angielski i przez dłuższy czas utrzymywał kontakty z chrześcijańskimi misjonarzami.
W 1851 roku rada królewska wybrała go królem Syjamu. Świadomy zagrożeń jakie niósł kolonializm i imperializm europejski, Rama IV zdecydował się na gruntowne zmiany obyczajowe wśród Tajów. Wprowadził na swoim dworze europejską modę, upowszechnił wśród elit państwa znajomość języka angielskiego, otworzył Syjam na handel z państwami europejskimi oraz rozwinął z nimi stosunki dyplomatyczne.
Był pasjonatem astronomii. W pewnym okresie życia nawiązał romans z angielską guwernantką swoich dzieci Anną Leonowens. Związek ten stał się kanwą powieści Margaret Landon Anna i król Syjamu, która był inspiracją dla musicalu Oscara Hammersteina II i Richarda Rodgersa Król i ja oraz filmów fabularnych: Anna i król Syjamu (1946), Król i ja (1956), Anna i król (1999).